# 마쓰우라 다쿠야
마쓰우라 다쿠야(일본어: 松浦 拓弥, 1988년 12월 21일 ~ )는 일본의 축구 선수이다.

## 구단 경력
그는 2007년부터 2023년까지 J리그의 주빌로 이와타, 아비스파 후쿠오카, 요코하마 FC, FC 오사카에서 활동하였다.